# 天津事件 (1939年)
天津事件，又稱天津英租界危机、程锡庚暗杀事件或程锡庚事件，是发生在1939年4月9日程锡庚遇刺后，英国拒绝引渡四名中国罪犯，导致日本北支那方面军封鎖天津英租界所引起的跨國事件。该事件于1939年6月14日开始，在英租界遭到日军封锁期间，英国对其实行了经济制裁，直到1939年8月20日英国同意引渡四名中国罪犯后，日军结束对天津英租界的封锁。
本次事件因程锡庚被刺杀，而得名程锡庚事件或程锡庚暗杀事件，但因当时天津英租界遭到日军封锁，而又被称为天津英租界危机。

## 事件背景
自1931年日军占领东北以来，日本一直奉行阻挠中国独立的相关政策，最终目的是将整个中国置于日本势力范围内。在1930年代中期之前，英国与中国的关系并不是特别密切，但大日本帝国的崛起逐渐改善了英国和中国之间的关系。英国历史学家维克多·罗斯韦尔就以此写道：“在1930年代中期，如果说中国有一个西方朋友，那就是英国。1935-1936年，英国在财政上给予了中国援助，并对日本侵占华北表现出了担忧。英国意识到能使日本缓和这些活动的希望在于英美联合战线，因而多次向美国提出，但总是遭到美国拒绝。”虽然在中日战争期间，中英关系得到了改善，但这也使英国和日本之间的关系逐渐紧张。
1937年7月30日，天津被日军占领，但直到1941年，日军大多尊重各国在天津租界的治外法权，因此并没有被完全占领。1937年12月，日军占领了上海，同樣地日军尊重各国在上海租界的治外法权，没有占领。这对国民政府来说是一个重大打击，因为国民政府中85%的收入来自上海。失去上海后，中国继续抗日的经济能力备受怀疑。1938年1月初，随着日军在中国取得一系列胜利，日本首相近卫文麿制定了战争目标，如果这些目标得以实施，中国将变成日本的傀儡国。自1937年7月战争开始以来，日本人占领了中国北方的大部分地区，包括北平、长江、上海。
1937年12月14日日军占领南京后，发生了骇人的南京大屠杀，日军纵火、抢劫、酷刑、强奸和谋杀，摧毁了南京，杀害了20万至30万平民。就在日军取得了中国战场的连连胜利后，近卫文麿在明知国民政府不会接受任何和平条款的情况下，仍向国民政府提出和平条款，以图彻底战胜中国。
由于近卫文麿提出的和平条件过于极端苛刻，就连日本军方都对此反对，理由是蒋中正永远不会接受他们提出的和平条件。近卫提出的和平条款，主要条件是让中华民国承认满洲国，并签署《反共产国际条约》，允许日本军官指挥国民革命军，允许日军无限期留在他们占领的中国所有地区，并向日本支付战争赔款。除此之外中国还要支付罚款。德国外交部长康斯坦丁·诺伊拉特一直在调解中国和日本之间的关系，当他看到近卫的和平条款后，抱怨说“这些条款都是些无耻和羞辱性的条件，就是为了让蒋中正拒绝。”而在日军继续进攻中国的同时，国民政府军事委员会调查统计局局长戴笠派遣了特务进入日本人占领的中国地区，暗杀亲日派官员和日本官员。戴笠的特务有时会与与黑帮密切合作。1937年8月至1941年10月，军统局仅在上海，就对大约150起亲日派官员和40名日本军官的暗杀事件负有责任。
随着中日战争的进行，由于缺乏戰爭資金，蒋中正不得不採取极端措施增加收入，为了获得战争资金，国民政府大量印刷法币，导致了严重的通货膨胀。这破坏了中国在战场上做出的努力，因为国军和公务员的工资都是贬值的法币。就在此时，英国向中华民国提供了一系列贷款，以稳定法币。英国政府认为如果日本击败了中华民国，将会不可避免地攻击英国的亚洲殖民地以及澳大利亚和新西兰的自治领。因此，英国政府尽管不愿意与日本开战，但也并不希望日本战胜中国。从英国的角度上看，日本继续卷入对中华民国的战争，要比直接进攻英国好得多。
1938年底，英国开始向中国提供一系列贷款，让中华民国继续坚持中日战争。 直到1939年，国民政府从英国政府获得了价值50万英镑的贷款，为国民政府提供了继续战争急需的资金。此外，1939年3月，英国政府努力稳定法币，向中华民国提供贷款并以白银为抵押的向英国银行提供了政府担保。这些担保允许英国银行向国民政府贷款约500万英镑，日本政府公开谴责，英国的做法是对大东亚共荣圈的攻击。
英国对中华民国的贷款极大地激怒了日本，日本认为，如果英国停止对国民政府的财政支持，日本最终会赢得战争。近卫文麿认为，英国努力稳定法币，从而防止中国经济彻底崩溃，是中国与他计划所需的对华作战全面胜利之间唯一的障碍。由于对国民政府的贷款是由英国政府担保的，从经济角度来看，将白银作为抵押品并不是必要的，但英国人民认为，为讲究公平，中华民国必须提供抵押品，否则英国人民可能会不赞成他们的政府担保贷款给像中华民国这样财政混乱的国家。与此同时，美国和苏联也开始向国民政府提供贷款。

## 事件经过

### 程锡庚遇刺

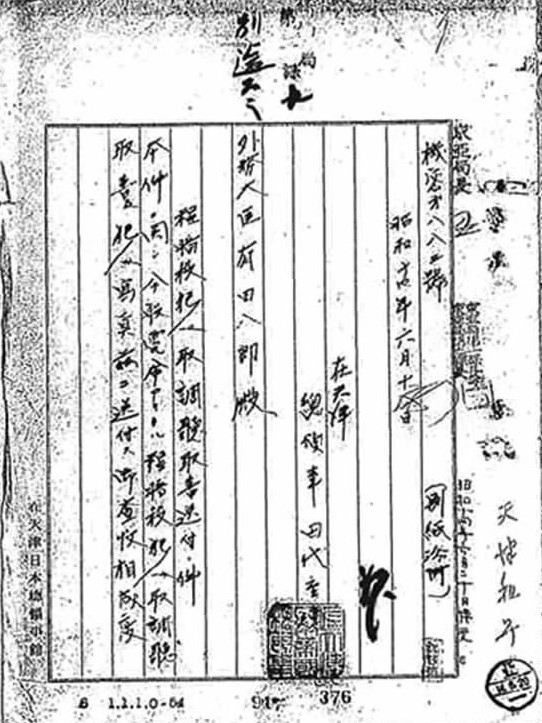
关于程锡庚遇刺的外交函件

1939年，随着天津事件发生，英日关系发生了重大危机。4月9日，亲日派人士、天津海关监督兼中国联合准备银行天津支行经理程锡庚于天津英租界内的大光明戏院被刺杀。日本指控居住在租界内六名中国男子参与了刺杀。当地的英国皇家警察逮捕了六人中的四人。随后在严刑拷打下，被逮捕的四人中有两人承认参与了刺杀。虽然供词是通过刑求获得的，但当地的英国警察仍然认为，被抓的四人确实参与了刺杀。随后四人被送至英国拘留所后，蒋中正的妻子宋美龄向英国驻华大使阿奇博尔德·克拉克·卡尔承认，被指控的刺客是参与抵抗工作的军统特务，并游说阿奇博尔德·克拉克·卡尔阻止被告被引渡和处决。英国驻日大使克莱琪和英国驻天津总领事贾米森对此担心日本可能会武力占领租界，认为“如果武力占领真的发生，那么，我们将不能像在上海的情况那样指望得到美国的援助。”他们要求外交部同意交出这四人。但卡尔一直表示反对：“采取这一行动良心难安，而且将很难向重庆交待。”英国外交部最终认同卡尔的观点，迟迟不肯移交四人。
负责處理程锡庚遇刺事宜的天津防卫司令官本间雅晴因主张维护租界的治外法权，被英国视为友好将军，但北支那方面军参谋长山下智之认为应当废除西方在中国的所有租界。自1939年初以来，山下智之一直主张废除英国在天津的租界，他利用英国拒绝交出刺客来说服他在东京的上级下令封锁租界。直到1939年，日本认为，是英国的经济援助支持了中国的发展，他们需要与英国对抗才能使中国的战事发展下去。日本外务省认为，将整个中国落入日本的势力范围将会彻底终结英国在亚洲的影响力，因为中日联合将是一个主宰亚洲的庞大的力量，从英国的角度来看，不允许中国在抗日战场上失败，就可以排除日本外务省影响英国政策的任何变化的可能性。与属于美国和英国的上海公共租界不同，英国在天津的租界就是如此。因此日本人在1939年初就已经决定封锁天津英租界，因为这样可以避免同时与英国和美国对抗。同时英国面临的另一个问题是，租界警察通常将中国罪犯引渡给租界外的天津警察，并由中国法院审判罪行，但由于英国并不承认名义上控制着天津警察的中华民国临时政府（日本傀儡政权），英国警察已停止将中国罪犯引渡给租界外的天津警察。再者，就是许多军统特务已经开始在英国租界活动，将英租界视作暗杀任务的庇护所，因为他们认为比起被租界警察抓获，而被关入当地的监狱里，也比被日本人酷刑折磨后处决要好得多。尽管日本的大东亚共荣圈宣传要把亚洲各国人民团结在一起，实现和平、繁荣和兄弟情谊，但很多中国人却宁愿成为英国人的俘虏，也不愿成为日本人的俘虏。
自1938年底以来，日本外务省一直拒绝德国将《反共产国际条约》转变为反英军事联盟的要求，并坚持日本只会签署反苏军事联盟，而这一事实反映了日本尚未准备好与英国开战的事实。由于德国海军距离与英国开战还有几年的时间（德国元首希特勒在1939年1月批准的Z计划要求德国海军在1944年之前就准备好与英国皇家海军开战），德国外交部长约阿希姆·冯·里宾特洛甫希望与日本这样强大的海军强国结盟，以作为对德国海军弱点的最佳补偿。

### 租界封锁
1939年5月5日，日本占领军与中华民国临时政府各机关秘密协商对英策略，6日时任天津防卫司令官的本间雅晴宣称：
英法租界是抗日共产分子阴谋活动的策源地，是各种暴力行动的避难所。庇护暗杀疑犯，是对日军的间接敌对行为，是对东亚新秩序建设的挑战，庇护者必死无葬身之地！
5月8日天津市政府提示公文要求英方引渡4人，但英国驻天津总领事杰佛逊表示：
将犯罪证据不足的人引渡给贵方，如被处死刑，有损英国正义观念立场，在证据不足的情况下，本国政府拒绝日本引渡的要求
6月5日，日方向英国政府发出最后通牒，称英方若不在二日内将暗杀程锡庚之罪犯交出，则日方将采取必要步骤，封锁英租界。6月13日早。日本占领军以天津防卫司令官本间雅晴名义，发表了封锁英租界的声明和布告：
我们的忍耐是有限的。我们的英雄的兵士，及税关监督被暗杀，说明租界是庇护犯人的犯罪温床。为了确保我方的安全。在14日6点前不引渡犯人的场合，即对英法租界实行全面封锁。以及为了解决问题，并不仅仅是单纯
的引渡犯人，而是要求英法政府当局改变援蒋态度，杜绝在金融、经济、思想上对新临时政府的扰乱政策。英租界当局有必要认识华北的新形势，与日本互相协力，共同建设东亚新秩序。封锁英法租界可能给第三国者带来不便，但这也是我方最小限的行动
6月14日因英国政府拒绝交出四名刺杀日本合作者并在天津租界避难的中国人，北支那方面军开始封鎖中國天津口岸，任何想离开或进入租界的人都会被日军搜身，食物和燃料被禁止带入租界。为了彻底封锁租界，日军还在租界周围修建了铁丝网。而日军此举引起了英国的强烈反应。日军对出入英租界的英国人不分男女都要脱衣检查，致使英国舆论为之哗然。英国开始考虑对日经济制裁的问题，首相张伯伦在下议院表示，除非日本解除封锁，否则英国有可能对日实行经济制裁。15日，英国商务部向外交部提交了对日经济制裁的若干建议，其中最重要的是废止1911年签订的英日条约。17日，英国官方对外宣称，如果天津局势至本周周末仍未改善，则英国可能有三种经济制裁的方式：
|  | 一、取消日本原享之最惠国待遇；二、废弃1911年英日条约；三、对进口日货一律加征重税。 |

日本自封锁开始除了要求引渡刺客，还要求英国政府将英国银行内属于国民政府的所有白银储备交给他们，并禁止在英国任何地方进行反日广播，禁止日本政府认为具有冒犯性的学校教科书，并停止租界内的法币流通。从封锁开始，日本的目的不再只是交出刺客，而是结束英国对中华民国的财政支持。6月16日，英国外交部在新闻声明中说，接受日本的要求将意味着在武力威胁下放弃英王过去奉行的政策，这样的政策与远东同样有利益的其他大国的政策相同。6月20日，时任英国外交大臣的哈利法克斯伯爵告诉上议院，日本未能拿出他们不会对罪犯刑求的承诺，在他们的承诺不会对罪犯刑求之前，英国不会交出四名被指控的罪犯。

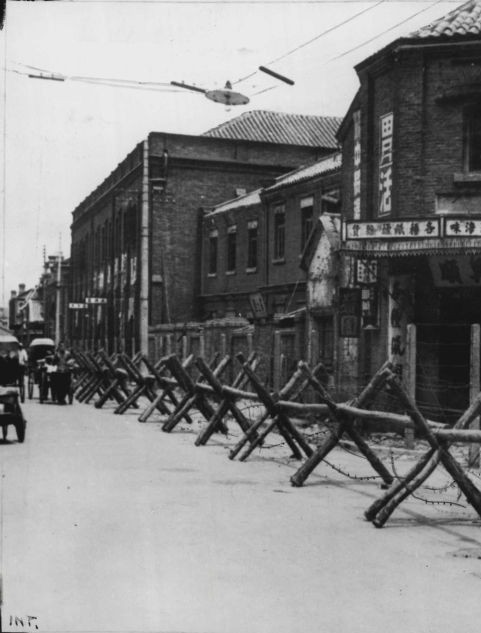
日军在天津英租界周围布置的铁丝网

### 经济制裁
1939年6月26日，英国皇家海军和外交部向英国内阁报告，结束封锁的唯一方法是将英国主力军舰队派往远东水域，但介于德国有機會入侵波兰的威胁使得这在军事上不可取。如果皇家海军大部分被派往亚洲，那么德国入侵波兰，英国将无法对德国实施封锁，因而导致英国对德国入侵波兰的海军封锁被取消。此外，张伯伦还面临来自法国的压力，法国要求张伯伦不要削弱英国在地中海的海军实力，因为如果欧洲爆发战争，1939年5月意大利和德国在罗马签署的《钢铁条约》是德意的结盟条约，这意味着如果与德国开战，意大利很有可能加入。
法国总理爱德华·达拉第向英国明确表示，他更想看到英国主力舰队留在地中海抗衡意大利皇家海军，而不是被派往亚洲，在面临日本的封锁中，英国不能指望法国提供支持。张伯伦希望获得美国的支持，美国告诉英国，美国不会纯粹为了英国的利益而冒险与日本开战，张伯伦命令英国驻日本大使克莱琪找到任何结束封锁且不会对英国的威望造成太大损失的办法。随后在与日本的谈判过程中，克莱琪利用了日本领导层内部的分歧，比如日本首相平沼骐一郎与其他领导人对封锁英租界之间分歧
此外，日本政府内部对英租界的封锁也存在分歧：一派想利用封锁危机与英国开战，另一派认为，由于与中国的战争加剧了与苏联的边界战争，因此发动第三次战争是不明智的。特别是苏联红军在诺门罕战役中击败了日军，使许多日本军官失去了作战意愿的情况下。1939年7月26日，美国向日本发出小村条约仅维持六个月其不再延长的通知，原因为“抗议日本入侵中国，因而要求废除条约”，这增加了英国对日经济的制裁。虽然罗斯福政府在远东采取了绥靖政策，但天津事件等行动让美国认为日本已经失控，美国需要通过取消1911年日美通商航海条约等举措施加经济制裁，迫使日本停止挑战亚洲现有的国际秩序。裕仁天皇得知后很生气，告诉他的副官畑俊六：
这对金属和石油来源可能是一个沉重的打击。即使我们还可以在六个月内购买石油和金属等资源，但时间一到，我们也会马上遇到很多困难。除非我们将陆军和海军的规模减少三分之一。他们（日本陆军和海军军官）早就应该为这样的事情做好准备。发生这样的事情是不可被接受的
日本大使白鸟敏夫在罗马报告说，英国将因日军封锁，而对日本实行强力制裁，并警告说：
我们必须意识到，日本恢复与英国昔日良好关系的希望渺茫
白鸟建议日本同意德国在1938年11月提出将反共产国际協定转变为反英军事联盟的要求。在柏林的日本大使大岛宏同样建议日本与德国和意大利签署军事联盟，作为解决制裁的最佳方式。1939年7月24日，负责处理德日关系的海因里希·斯塔默会见了大岛，并告诉他，约阿希姆·冯·里宾特洛甫自1939年6月16日提出军事同盟建议以来，都没有收到日本的消息，并告诉他，希特勒正准备计划于9月在纽伦堡举行的纳粹党集会上发表关于外交政策的重要演讲。7月28日，里宾特洛甫会见了大岛，敦促他与德国结盟，认为两国有一个共同的敌人，即英国，并声称加入联盟将会帮助日本解决制裁危机。日本陆军大臣板垣征四郎威胁说，如果不马上与德国和意大利签署军事同盟，他将辞职并推翻政府，但在1939年8月4日，内政部长木户会见了他并说服他等待。需要注意的是，根据1889年的日本宪法，陆军和海军应当直接向天皇报告，且陆军和海军部长都必须是现役军官，由各自的部门提名。陆军或海军部长通过辞职和阻止总理形成内阁会议所需的法定人数，是可以达到推翻政府的作用，从而形成“国中之国”，军队对政府的决定拥有否决权。
1939年8月8日，板垣征四郎在讨论与德国和意大利结盟的会议上，再次要求日本立即确认同盟关系。平沼騏一郎首相反对这样的联盟，并认为随着欧洲局势处于战争的边缘，日本还不应该被拖入与英国的战争中。自1939年3月31日开始，英国一直在保证波兰独立，而德国则威胁，如果但泽自由市不并入德国，德国将与波兰开战。平沼认为，与德国结盟可能会将日本拖入与英国的不必要战争，并可能导致苏联的介入，这样下去日本将不得不在中国的战事仍在进行的同时，与苏联和英国作战加之帝国陆军目前还输掉了与苏联在边界的战争。财务大臣石渡莊太郎建议不要以经济制裁为由与英国开战，有田八郎表示，日军封锁英租界的目的是迫使英国停止支持中华民国，而不是挑起新的战争。主要担心的是英国想要在欧洲遏制德国而组建的同盟国，会迫使日本与英国，法国和苏联等国作战，且美国可能会加入。海军部长表示，如果日本与英法中苏美的同盟国作战，则没有获胜的可能。最后会议的结论是，目前不应与德国和意大利签署加入任何联盟。

## 解除封锁
就在英国通过提高对日本商品的关税，对日施加经济制裁时。虽然克莱琪知道英国不会派遣军舰逼迫日本解除封锁，但他在与日本政府的谈判中经常暗示英国将发动对日战争以结束北支那方面军对天津英租界的封锁。克莱琪暗示的威胁和日本政府内部不同派系的分歧使克莱琪成功说服日本放弃解除封锁的极端要求，例如要求英国银行交出中国白银。克莱琪在谈判中同意了，日本要求引渡四名刺杀程锡庚的罪犯要求。
日本方面要求妥协解封的要求的压力来自裕仁，裕仁明确表示，他对在中国的战争尚未解决前，就与英国开战的前景感到不安，且日本正处于日苏全面战争的边缘。此外，他认为与英国的战争会把日本彻底倒向德国，从而对德国有利。由于天皇在昭和时期被日本人民奉为活神，因此裕仁对危机的不满是日本权衡内和平解决危机的最有效的力量。
1939年7月24日，双方签署了《有田-克莱琪协议》克莱琪和日本外务大臣有田八郎就解除封锁条件达成一致。协定规定： 
正在大规模战争状态下之中国实际局势，在此局势继续存在之时，英国知悉在华日军保障其自身安全与维持其统治区治安之目的，应有特殊之要求；同时知悉凡有阻止日军或有利日军敌人之行动与因素，日军均不得不予制止或消灭之；凡有妨害日军达到上述目的之行动，英政府均无意加以赞助。
而就在英日于天津事件进行谈判过程中，重庆国民政府一再要求英国不要交出行刺程锡庚的罪犯。英日达成《有田-克莱琪协议》后，中华民国驻英大使郭泰祺奉命向英国政府声明：
协定忽视了两个最基本的事实。第一，谈判涉及中国领土、主权和利益，但没有邀请中国政府参加：第二，日军在它作为侵略结果而占领的任何土地上都不应享有任何权利。
8月11日，英国宣布以两名杀人犯、两人参加非法组织等罪名引渡蓝向隆、蓝隆、李德祥、沈向金四人，同时延长会谈。8月13日。重庆国民政府发表声明：
对英的引渡表示遗憾，现在其4人是无罪的：即使有罪，也应交给重庆政府。期待英国的强硬对日态度。
9月5日，英国将蓝向隆等4人引渡给日本宪兵队。四人被拘留在河北区大经路特别警察署。后来日本违反协议公开将被四名刺客斩首处决。
四名中国人引渡给日军后，英国国内引发了极大的民愤，英国议员们被选民的抗议信淹没。重庆国民政府曾递交了一份抗议信件，要求英国重新考虑，并说这四人将被日本处决，虽然英国最终还是将四名中国人引渡给了日本，但蒋中正很高兴看到英国没有屈服于日本的经济要求。